# Coniopteryx falciger
Coniopteryx falciger là một loài côn trùng trong họ Coniopterygidae thuộc bộ Neuroptera. Loài này được Karny miêu tả năm 1923.